# Щекоча
Щекоча — річка в Україні, у Іванківському районі Київської області. Права притока Вересні (басейн Прип'яті).

## Опис
Довжина річки приблизно 6 км.

## Розташування
Бере початок на південному сході від Мусійків. Тече переважно на північний захід і на південному заході від Димарки впадає у Вересню, праву притоку Ужа.